# На горах Кавказа
«На горах Кавказа» — книга схимонаха Илариона (Домрачева), основоположника имяславия. Состоит из 44 глав.

## История создания
Книга была впервые опубликована в 1907 году. Книга стала чрезвычайно популярной у части русских монахов на горе Афон, что привело к разделению в братстве Свято-Пантелеимонова монастыря и последующей смуте. Своё учение о Божестве имени имяславцы основывали на том, что имя Божие есть Его энергия, а энергия Божия есть Сам Бог. Противники нового учения рассматривали его как ересь и разновидность хлыстовщины.
В 1912 году решением Святейшего Cинода книга «На горах Кавказа» была запрещена в России. В том же году книга была осуждена в послании Патриарха Константинопольского Иоакима III (афонские монастыри входят в юрисдикцию Константинопольского патриархата). В 1913 года учение было осуждено Константинопольским Синодом как хульное и еретическое, а Патриарх Герман V отправил на Афон грамоту, объявлявшую имяславие пантеизмом. В мае 1913 года на заседании Святейшего Синода Российской Церкви учение имяславцев также было признано неправославным. Для прекращения смуты в Свято-Пантелеимоновом монастыре были высланы с Афона в Россию более 800 русских монахов-имяславцев. Книгу «На горах Кавказа» было приказано по всем монастырям изымать и уничтожать.
В книге «Священная тайна церкви» митрополита Илариона (Алфеева), посвящённой изучению Имяславия, дана следующая оценка книги «На горах Кавказа»:

Говоря конкретно об основных произведениях имяславцев, мы бы выделили прежде всего книгу схимонаха Илариона «На горах Кавказа» как заслуживающую в целом положительной церковной оценки. Эта книга является весьма удачным выражением православного учения о молитве Иисусовой и может быть рекомендована всем, кто вступает на путь или идет по пути «умного делания». Однако нам представляется, что прежде чем предлагать эту книгу в качестве руководства к действию для современного читателя, её следовало бы отредактировать — как в смысле стиля, орфографии, языка, так и в смысле отдельных богословских мнений, не вполне точно выраженных автором книги.

## Содержание
Книга начинается со встречи иноков с неким старцем Дисидерием в «Кубанских лесах» в верховьях реки Уруп. В 30 главе повествование переносится в «долину Елеофанскую, откуда вытекают три реки: Думбай, Аманоус (исток Теберды) и Олебек». Также упоминается речка Куначкир (приток Теберды, гл. 31) и верховья Мзынты (гл. 33).
Старец рассказывает об Иисусовой молитве («Господи, Иисусе Христе, Сыне Божий, помилуй мя грешного»). Вначале она имеет «устную» ступень, поскольку она проговаривается устно, а затем она переходит на «умную» ступень и, далее, на «сердечную» ступень, когда происходит «слитие всего нашего духовного существа — с Господом Иисусом Христом». Основным тезисом книги является утверждение: «В имени Божием присутствует Сам Бог» (гл. 3). Однако эта непрестанная молитва приводит к ненужности чтения «псалмов, канонов, акафистов и тропарей» (гл. 7). Совершаться эта молитва может во всякое время и в любом состоянии, в том числе лёжа и на ходу. В книге упоминается, что Иисусова молитва в одних монастырях неизвестна, а в других запрещается из опасения прелести (гл. 16).